# Stokes Bay (Australie-Méridionale)
Pour les articles homonymes, voir Stokes Bay (homonymie).
Stokes Bay est une baie en Australie-Méridionale sur la côte nord de l’île Kangourou, située à environ 38 kilomètres à l’ouest de la ville de Kingscote. Elle est décrite comme étant la plus grande d’un certain nombre de criques situées le long de la côte, entre le cap Dutton à environ 3 milles marins (5,6 km) à l’ouest et le cap Cassini à environ 7 milles marins (13 km) à l’est. 
L’origine du nom de la baie est rapportée comme prenant son nom d soi-disant prend son nom du premier lieutenant du Hartley qui est arrivé en Australie-Méridionale en octobre 1837. Il ne doit pas être confondu avec un Henry Stokes (vers 1808-1898), un chasseur de phoques qui vivait sur l’île Kangourou avant 1836, ni avec un John Stokes qui est arrivé sur l’île en 1817 et qui aurait résidé à Stokes Bay.